# Inga Åberg

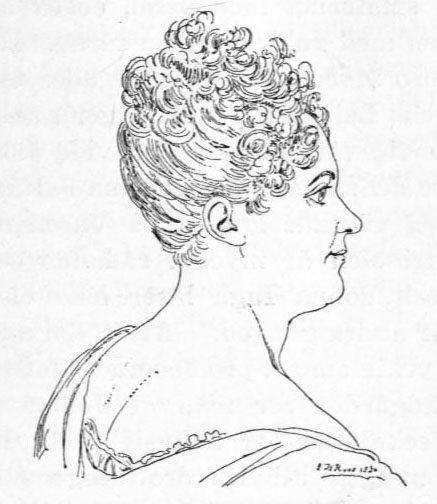
Inga Åberg, Zeichnung Leonard Roos af Hjelmsäter aus seiner Sammlung von Porträts schwedischer Künstler, 1824

Ingeborg (Inga) Elisabet Åberg (* 1773; † 19. Juli 1837 in Stockholm) war eine schwedische Schauspielerin und Sängerin. Sie war eine der beliebtesten und bekanntesten Schauspielerinnen ihrer Zeit in Schweden. Sie war die Schwester des Schauspielers Gustaf Åbergsson und sowohl als Sängerin an der Oper als auch als Schauspielerin am Theater tätig.

## Leben
Inga Åberg war die Tochter von Jonas Åberg und Fredrika Maria Svahn. Ihr Vater war ein königlicher Kammerdiener und später Finanzminister am Hof. Es ist möglich, dass ihre Großmutter Beata Sabina Straas, Schwedens erste Schauspielerin und spätere Hofdame, war, aber dies ist nicht bestätigt.
Ab 1781 studierte sie Schauspiel am französischen Theater im Stora Bollhuset. Sie war dort Kommilitonin vieler Schauspieler ihrer Generation.
Im Alter von 14 Jahren debütierte sie am 31. Mai 1787 als „Yngve“ in der Oper Frigga von Olof Åhlström und nach ihrem Auftritt in dem Stück Gustav Adolf och Ebba Brahe von Georg Joseph Vogler im folgenden Jahr wurde Gustav III. auf sie aufmerksam. Im Jahr 1788 wurde sie sowohl von der Königlichen Oper als auch vom Königlichen Dramatischen Theater als Opernsängerin und Sprecherin engagiert.
Inga Åberg galt als eine der führenden Bühnenkünstlerinnen ihrer Generation. Später wurde sie als die einzige einheimische Sängerin Schwedens bezeichnet, die mit Caroline Müller, Franziska Stading und den anderen ausländischen Sängern konkurrieren konnte, die die schwedische Opernszene zwischen dem Weggang von Elisabeth Olin im Jahr 1784 und dem Aufstieg von Jeanette Wässelius im Jahr 1800 dominierten. Über Åberg wurde gesagt, dass sie sich „den Charakter der Person, die sie darstellt, perfekt aneignet“. Sie spielte alle Arten von Rollen und wurde für ihre Gesangsstimme und ihre „verführerische Anmut“ gelobt.
Zu ihren meistgespielten Rollen gehörten ihr Erfolg als „Julie“ in Ahlströms  Tanddoktorn an der Seite von Lars Hjortsberg in der Spielzeit 1799–1800 und die Hauptrolle in Le calife de Bagdad von François-Adrien Boieldieu an der Seite ihres Bruders Gustav Åbergsson und Jeanette Wässelius im Jahr 1806. Weitere berühmte Rollen waren „Maria Efrosyne“ in Cristina, regina di Svezia von Jacopo Foroni (1790), „Siri Brahe“ in Gustav Adolf och Ebba Brahe  (1787–88) und die Hosenrolle des „Teodor“ in De båda kammarpagerna. Weiter spielte sie einen „Geist“ in Armide von Christoph Willibald Gluck und erneut die „Yngve“ in Frigga (1786–87), „Carl“ in Folke Birgersson till Ringstad (1792–93) von Nicolas Dalayrac, „Carl Sjöcrona“ in André Grétrys Det farliga förtroendet („Das gefährliche Vertrauen“, 1793–94), „Gustafva“ in Dalayracs De gamla friarna (1795–96), „Agarenne“ in Grétrys Panurge på lanterneön (1799–1800), „Madame de Brillon“ in Herr des Chalumeaux von Pierre Gaveaux (1807–08) und „Lisetta“ in Griselda (1809–10). 1796 trat sie als „Almaide“ in der Premierenaufführung von La caravane du Caire auf, die anlässlich der Volljährigkeitserklärung von König Gustav IV. Adolf stattfand, und spielte mit Kristofer Kristian Karsten, Carl Stenborg, Louis Deland, Abraham de Broen und Caroline Müller.
Gjörwell schrieb über ihren Auftritt in dem Stück Tanddoktorn: „Mamsell Inga Åberg, die einzige ihres Geschlechts, zeigte ebenfalls mit großem Eifer ihre Verführungskünste und sang mit aller möglichen Anmut.“ Für ihren Auftritt in Les Prétendus (schwedisch Fästmännerna) von Jean-Baptiste Lemoyne zusammen mit Jeanette Wässelius (1810) wurde sie für ihre „gewohnte Finesse und Lebendigkeit“ gelobt.
Åberg war bekannt für ihre Schönheit, diese wurde aber auch als nachteilig für ihre Karriere angesehen. Ein zeitgenössischer Kritiker sagte, sie „wäre eine große Sängerin und eine hervorragende Schauspielerin geworden, wenn nicht ihre ungewöhnliche Schönheit ihrer künstlerischen Ausbildung im Wege gestanden hätte und sie dazu verleitet worden wäre, diese Eigenschaft als eine Quelle des Erwerbs zu betrachten, die ertragreicher, wenn auch auf Dauer nicht sicherer ist als die Kunst“.
Åberg erlangte den Ruf einer Kurtisane, was der Grund dafür gewesen sein soll, dass ihr jüngerer Bruder Gustav seinen Nachnamen von Åberg in Åbergsson änderte, um nicht mit seiner berüchtigten Schwester in Verbindung gebracht zu werden. Sie soll im Alter von sechzehn Jahren von dem Höfling Carl Gustaf von Stockenström – mit dem sie zwei Jahre später eine Tochter hatte, den sie aber nie heiratete – von zu Hause „entführt“ worden sein, was sie „melancholisch werden“ lassen und „Schuldgefühle verursacht“ haben soll. Laut dem zeitgenössischen Journalisten Gjörwell erschien Åberg an einem Septemberabend des Jahres 1797 in den Kungsträdgården in sehr freizügiger Kleidung nach neuester Pariser Mode à la grecque, soll aber beim eher konservativen Publikum keinen Erfolg gehabt haben. Åberg war Gegenstand eines großen Skandals, als der Göteborger Kaufmann und Millionär Hall, einer der reichsten Männer Schwedens, seinen jugendlichen Sohn John Hall in ihre Obhut gab, um sein Verhalten zu korrigieren, indem er ihm „den Lauf der Welt“ beibrachte. Dieses Arrangement wurde von der zeitgenössischen Gesellschaft als sehr seltsam angesehen und erregte großes Aufsehen. Åberg stellte Hall hohe Rechnungen für die Zeit, in der sein Sohn in ihrer Obhut war, was der als Beweis für die hohe Qualität der Betreuung seines Sohnes ansah. Åberg verließ mit ihrem jungen Schüler John Hall Schweden und reiste auf luxuriöse Weise nach Sankt Petersburg. John Hall kehrte schließlich allein nach Schweden zurück und bezeichnete Åberg als „eine gerissene Abenteurerin“.
Inga Åberg beendete 1810 ihre Tätigkeit am Opern- und Schauspielhaus. Als sie 1817 noch einmal auf die Bühne zurückkehrte, waren die Qualitäten, mit denen sie einst das Publikum bezaubert hatte, weitgehend verloren gegangen, und sie wurde nicht wieder engagiert. Danach trat Åberg bei verschiedenen Wandertheatertruppen im Land auf. Zwischen 1812 und 1823 waren sie und ihre Tochter an Theatern in Göteborg engagiert, zunächst in der Theatergruppe von Johan Anton Lindqvist, die damals dort auftrat, und ab 1820, als ihr Bruder Direktor des Theaters war. In dieser Zeit trat sie als Tragödin auf, in Hosenrollen wie Gaveauxs Den lilla matrosen und als „Susanna“ in Die Hochzeit des Figaro. Während ihrer Jahre in Göteborg erhielt sie gute Kritiken und wurde von Theaterkritikern, insbesondere während ihrer Zeit mit Lindqvist, als eine der wenigen wirklich guten Schauspielerinnen in Göteborg angesehen, wobei die einzigen Einwände ihrem Alter galten.
Im Mai 1824 trat sie in Norrköping bei Carl Stenborg auf und leitete ihre eigene Truppe. 1825 spielte sie die „Elisabeth“ in Maria Stuart am Theater von Karl Gustav Bonuvier in Turku, Finnland, an der Seite von Maria Silfvan. Anfangs spielte sie bei diesen Tourneen meist die Hauptrollen, später musste sie sich mit den Nebenrollen begnügen.
Sie hatte mit Carl Gustaf von Stockenström eine Tochter, Wendla Gustafva Åberg (1791–1864), bei der sie in Göteborg die letzten Jahre als Tanzlehrerin verbracht haben soll.